# Eulaliopsis binata
Eulaliopsis binata är en gräsart som först beskrevs av Anders Jahan Retzius och fick sitt nu gällande namn av Charles Edward Hubbard. Eulaliopsis binata ingår i släktet Eulaliopsis och familjen gräs. Inga underarter finns listade i Catalogue of Life.

## Bildgalleri

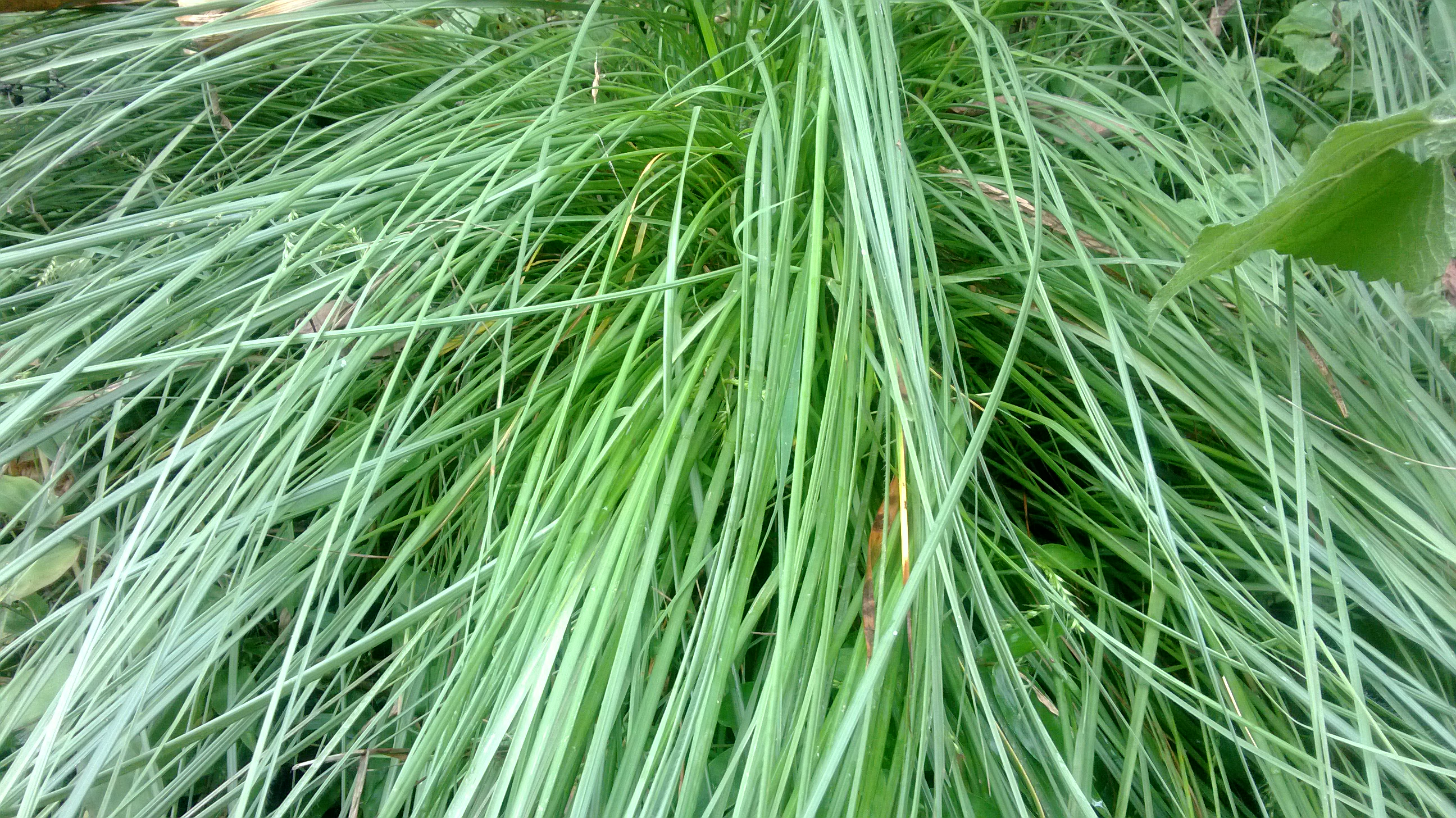
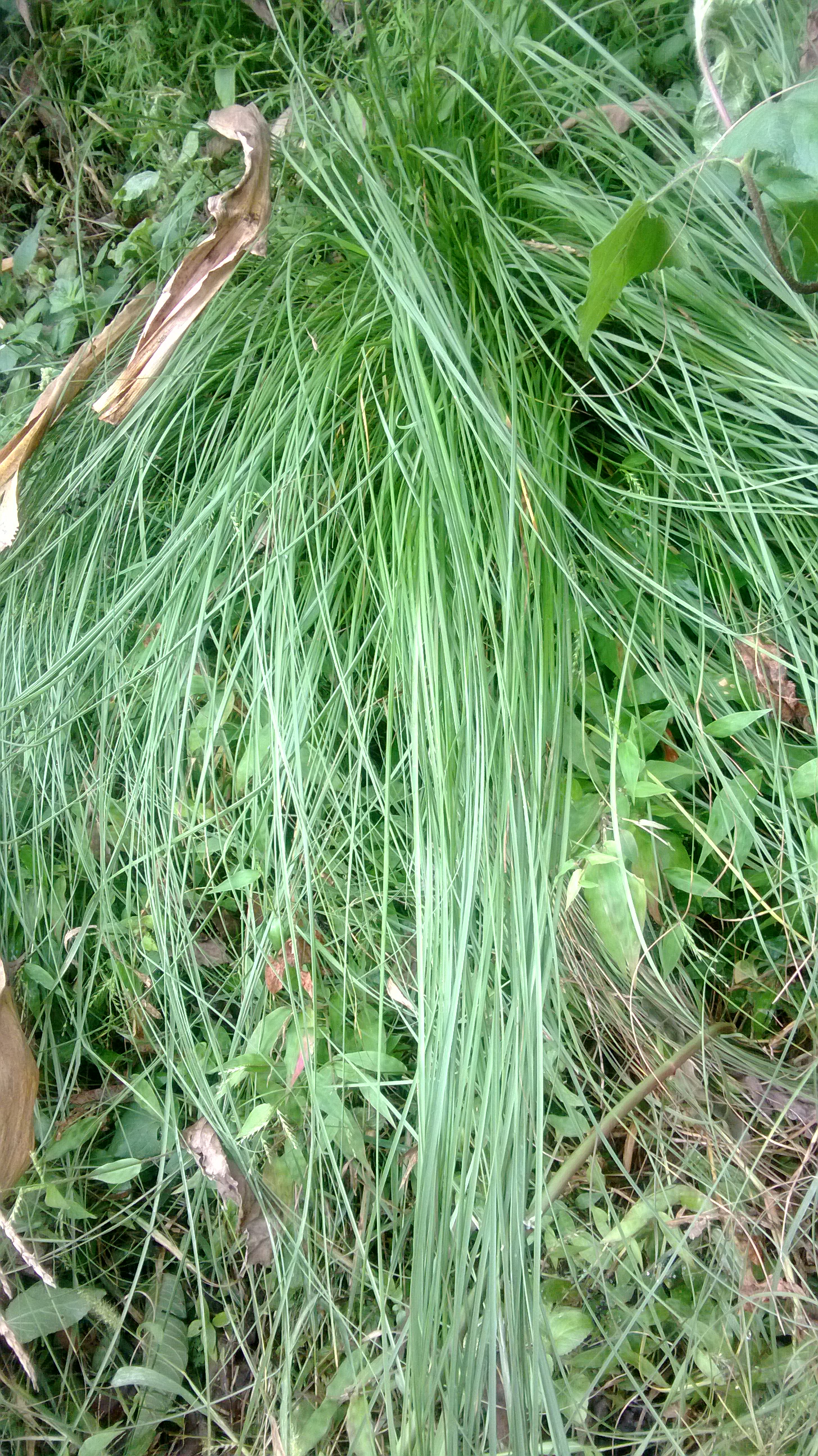
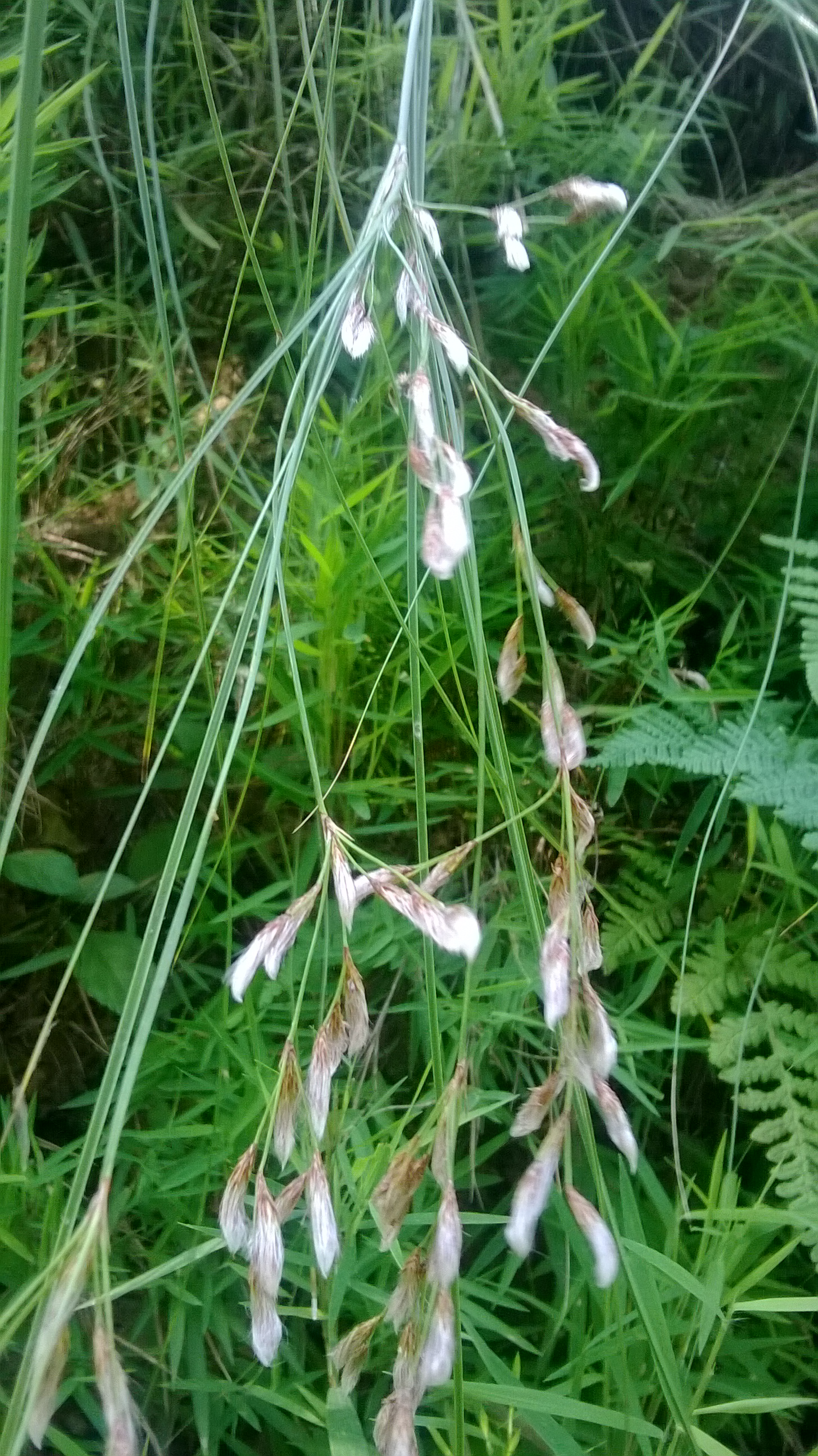